# Hydractinia cryptogonia
Hydractinia cryptogonia är en nässeldjursart som beskrevs av Hirohito 1988. Hydractinia cryptogonia ingår i släktet Hydractinia och familjen Hydractiniidae. Inga underarter finns listade i Catalogue of Life.